# Connew

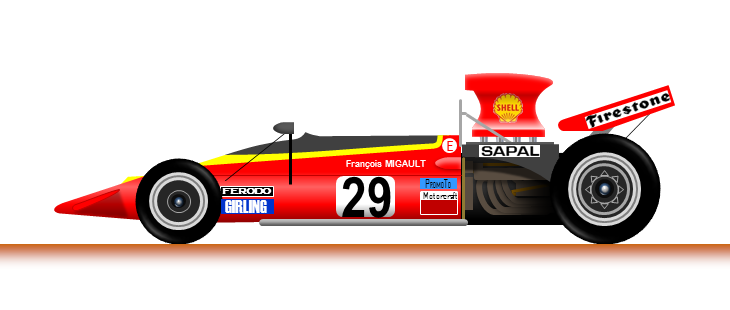
O Connew PC1.

Connew Racing Team foi uma equipe inglesa de Fórmula 1, sediada em Chadwell Heath, na região de Londres. Construiu apenas um carro na categoria, o PC01, e embora tivesse feito sua inscrição para disputar o Grande Prêmio da Grã-Bretanha, não obteve a classificação para o grid. Participou apenas do Grande Prêmio da Áustria, com o piloto francês François Migault, que abandonou com problema na suspensão.
Ainda participou de duas etapas extracampeonato em 1972: a Rothmans 50,000 (também com Migault, que não se classificou) e a World Championship Victory Race (tendo como piloto David Purley, que não conseguiu largar), ambas em Brands Hatch.